# Mia Malkova

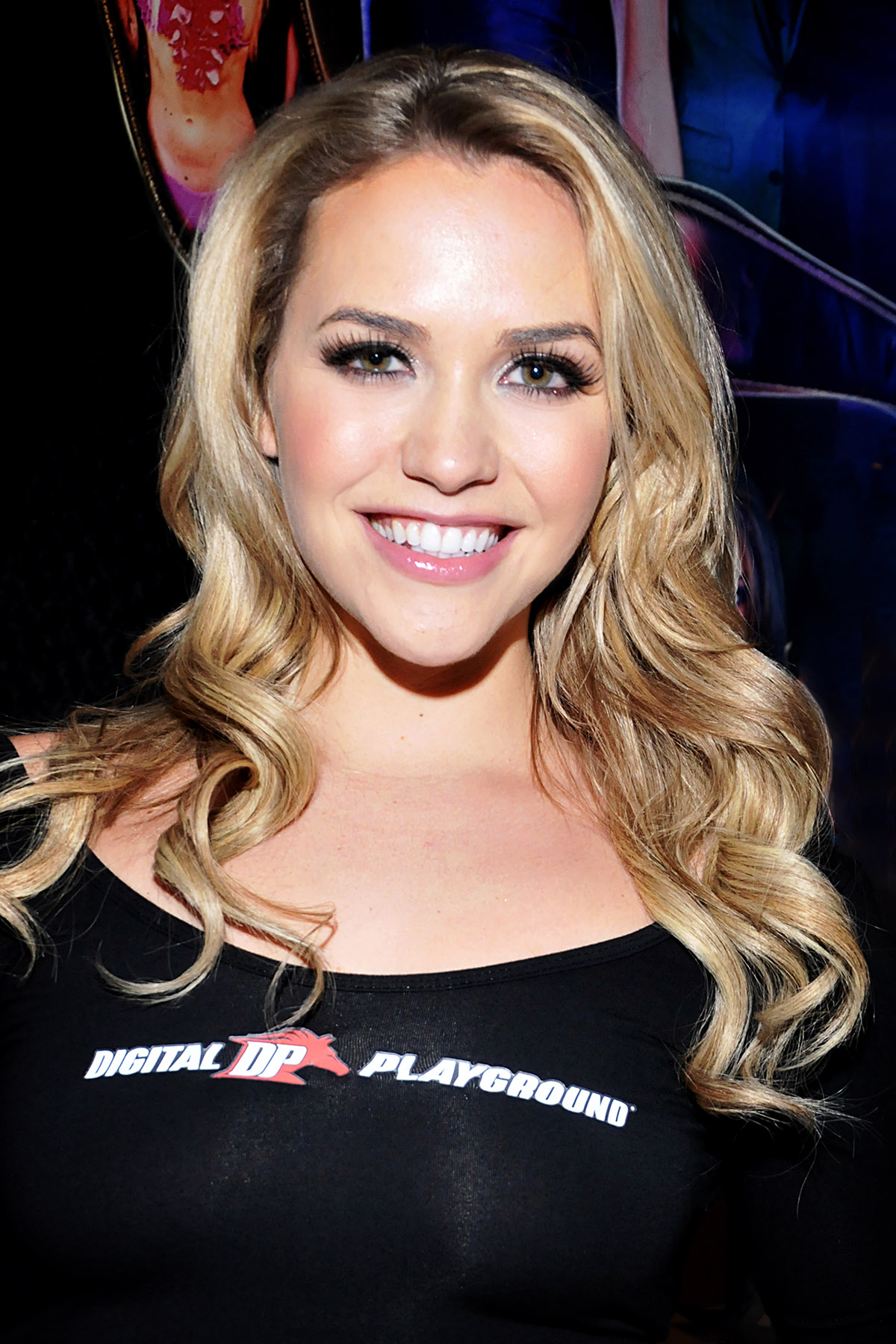
Mia Malkova auf der AVN Adult Entertainment Expo im Hard Rock Hotel in Las Vegas (2016)

Mia Malkova (* 1. Juli 1992 als Melissa Ann Hevner in Palm Springs, Kalifornien) ist eine US-amerikanische Pornodarstellerin und Streamerin. Sie gilt als eine der bedeutendsten Darstellerinnen ihrer Branche.

## Leben
Mia Malkova hat deutsche, irische und frankokanadische Wurzeln. Sie hat drei Brüder, von denen einer unter dem Künstlernamen Justin Hunt ebenfalls in der Pornoindustrie tätig ist. Am 20. Juli 2014 heiratete sie den Pornodarsteller Danny Mountain, der zuvor mit der ebenfalls in der Branche aktiven Eva Angelina verheiratet gewesen war. 2018 gab das Paar seine Trennung bekannt. Derzeit befindet Malkova sich in einer festen Beziehung mit dem Streamer Rich Campbell.
Vor Beginn ihrer Karriere arbeitete Mia Malkova in der Gastronomie. Ihren ersten Job bekam sie, als sie gerade 16 Jahre alt wurde, bei McDonald’s. Anschließend arbeitete sie dann bis zu dem Wochenende, an dem sie ihre erste Hardcore-Szene drehte, bei Sizzler.

## Pornokarriere
Mia Malkova wurde 2012 durch ihre Schulfreundin Natasha Malkova, die inzwischen unter dem Künstlernamen Jade Couture ebenfalls in der Branche arbeitet, auf die Pornoindustrie aufmerksam. Sie wählte den Künstlernamen Mia Malkova, um russischer zu klingen, da dies für sie anziehender wirkte und ein europäisches Supermodel suggerieren sollte. Malkova performte allerdings auch unter verschiedenen weiteren Künstlernamen (insbesondere als Madison Swan, aber auch unter Mia Kaede Cameron, Mia Malvoka, Mia Bliss und Jessica). In der Pornoindustrie wurde sie anfänglich durch die Agentur Mindgeek vertreten. Nachdem ihr Vertrag mit Mindgeek 2014 ausgelaufen war, wechselte sie zu der Agentur Hard X, über die sie ausschließlich für Szenen mit Männern vermittelt wurde. Der Vertrag mit Hard X erlaubte es ihr jedoch, Szenen ohne Männer mit anderen Agenturen zu realisieren. Malkova arbeitete für zahlreiche namhafte Studios, unter anderem für Bangbros, Brazzers, Digital Playground, Elegant Angel, Erotica X, Girlfriends Films, Girlsway, Naughty America, New Sensations, Private, Reality Kings. In jüngster Zeit startete sie mit Eigenproduktionen, die unter der Firmierung Mia Malkova TV ausschließlich auf ihrer kostenpflichtigen Webseite vertrieben werden.
Malkova war im Dezember 2012 „Twistys Treat of the Month“ und 2013 „Twistys Treat of the Year“. Zahlreiche andere Preise folgten in fast jährlichem Rhythmus, darunter die renommierten AVN- und RXCO-Awards.
Im Juni 2014 kündigte der Sexspielzeughersteller Doc Johnson an, eine künstliche Vagina auf den Markt bringen zu wollen, die nach einem Abdruck von Mia Malkova hergestellt werden sollte. Inzwischen (seit 2020) befindet sich eine solche Nachbildung in der Produktpalette Fleshlight des Herstellers Interactive Life Forms (ILF) innerhalb einer Kollektion weiterer Repliken von Vaginen prominenter Pornodarstellerinnen.
Im Oktober 2016 war sie das Penthouse Pet of the Month.

## Sonstige Aktivitäten
2017/2018 drehte der indische Regisseur Ram Gopal Varma den Kurzfilm God, Sex and Truth (Erstveröffentlichung am 27. Januar 2018), eine Dokumentation über die Stärke der weiblichen Sexualität und Schönheit. Mia Malkova philosophiert darin vor dem Hintergrund erotischer Filmaufnahmen in monologisierender Form über ihre Sexualität, die Rolle der Frau in der Gesellschaft und die immer noch patriarchalisch geprägten gesellschaftlichen Rahmenbedingungen, die die Entfaltung von Frauen zu unterdrücken versuchen. Im Dezember 2019 veröffentlichte sie mit dem Hearthstone-Streamer Jeffrey Shih aka Trump ein Duett des Liedes A Whole New World aus dem Disney-Film Aladdin. Ebenfalls 2019 war Mia Malkova Gast in der TV-Talk-Show Dinner with Dani. Im April 2020 performte sie gemeinsam mit elf weiteren aktiven sowie ehemaligen Pornodarstellerinnen in dem offiziellen Video zu dem Song Still Be Friends des Rappers G-Eazy. Am 6. Juni 2020 wurde (in Indien) der Spielfilm Climax uraufgeführt, eine Mischung aus Horror-, Mystery-, Erotik- und Action-Elementen des Regisseurs Ram Gopal Varma mit Mia Malkova in der Hauptrolle. Die Kritiken fielen eher bescheiden aus.
Mia Malkova ist sehr aktiv in den sozialen Medien, wobei sie nicht nur zu beruflichen, sondern auch zu privaten und gesellschaftlichen Belangen postet. Dadurch erreicht sie eine intensive Bindung ihrer Fans, was sich nicht zuletzt seit dem Vordringen des Coronavirus positiv für sie bemerkbar machte. Unter anderem betreibt sie aktive Accounts bei Instagram mit 11,7 Millionen Abonnenten, Twitter mit über 3,5 Millionen  Followern, Youtube mit 200.000 Abonnenten, Twitch mit knapp 675.000 Followern, sowie Facebook mit über 150.000 Likes und über 730.000 Followern (Alle Zahlen Stand Dezember 2023).

## Auszeichnungen
- 2012: Twistys Treat of the Month
- 2013: Twistys Treat of the Year

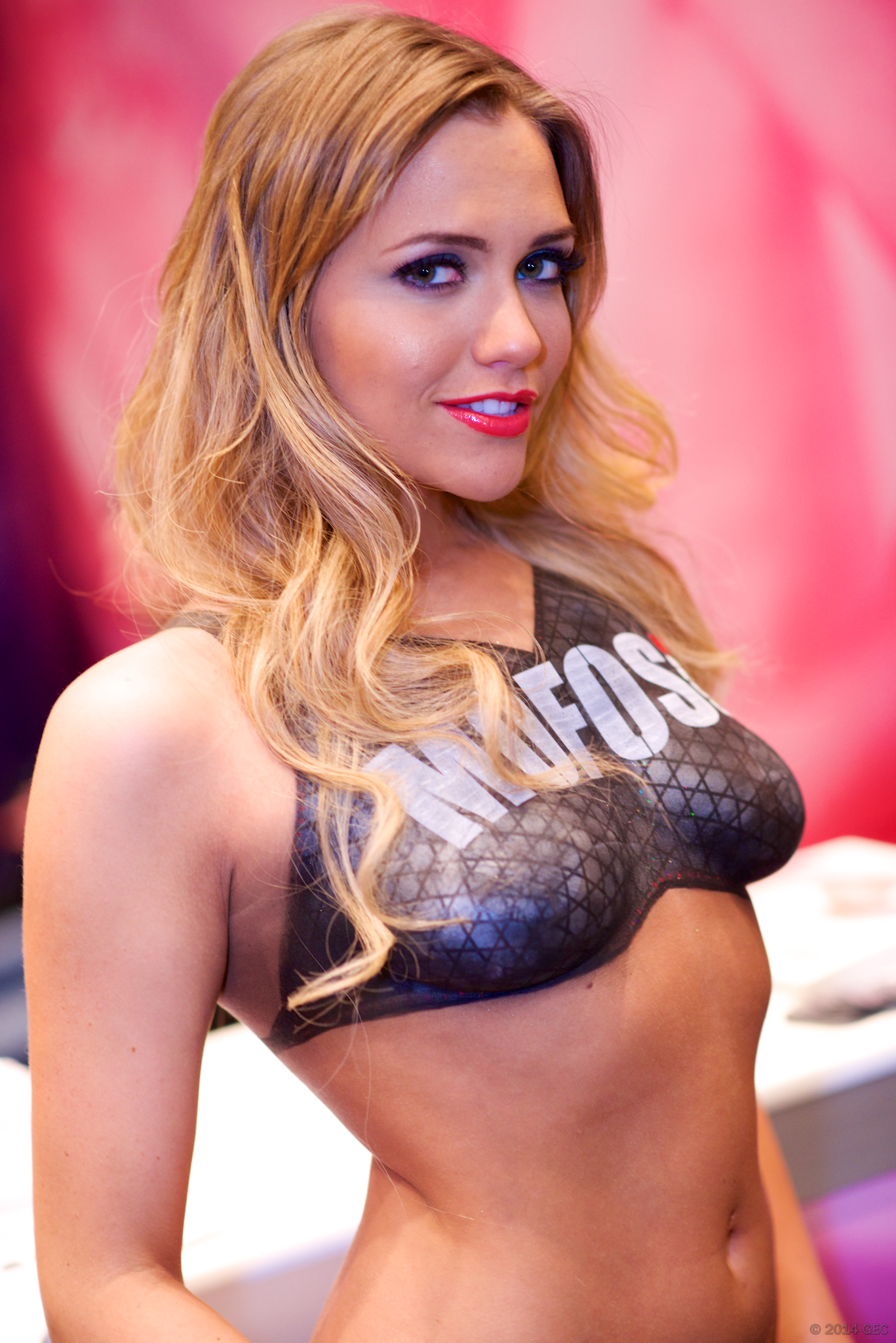
Mia Malkova bei den AVN Awards 2014

- 2013: Galaxy Award – Best B/G Scene (mit Johnny Castle) für My Dad’s Hot Girlfriend 18[23]
- 2013: Orgazmik Award – Best Eyecatcher[24]
- 2014: AVN Award – Best All-Girl Group Sex Scene (mit Gracie Glam & Raven Rockette)[25]
- 2014: AVN Award – Best New Starlet[25]
- 2014: XRCO Award – Cream Dream[26]
- 2017: XBIZ Award – Best Actress — Featured Movie: Preacher’s Daughter
- 2018: Urban X Award – Best Couples Scene in Interracial Icon 7
- 2019: AVN Award – Best Group Sex Scene in After Dark[27]
- 2019: Pornhub Award – Blowjob Queen, Top Blowjob Performer[7]
- 2021: AVN Award – Mainstream Venture of the Year

Über diese gewonnenen Awards hinaus gab es noch zahlreiche Preisnominierungen.

## Filmografie

### Pornographische Produktionen(Auswahl)
- 2012: Whale Tail 6
- 2012: Bedside Surprise
- 2012: Cougars Crave Young Kittens 10
- 2012: Cuties 4
- 2012: Fucked Hard 18: Mia Malkova
- 2012: Stroke Suck and Tease 19
- 2012: Tiny Chicks Struggle to Fit Huge Dicks 2
- 2013: Casting Couch Amateurs 1
- 2012: Treat and The Fan 1 & 2
- 2013: Foxxx N Soxxx
- 2013: Meow 3
- 2013: Deep Throat This 60
- 2013: Eternal Passion
- 2013: Moms Bang Teens 6
- 2013: Young Chicks Love Big Dicks 2
- 2014: Cum Swallowing Auditions 8
- 2014: Prey for the Dying
- 2014: Ride or Die
- 2014: Role Play For Pussy
- 2014: Dirty Santa
- 2014: Fetish Fantasies
- 2014: Super Cute 2
- 2014: Teens Like It Big 17
- 2015: Mia Loves Girls
- 2015: Big Anal Asses 3
- 2015: Ass Worship 16
- 2015: Oil Overload 13
- 2015: Art of Romance 5
- 2015: Mia Malkova Fucking Live
- 2015: My Friend’s Hot Girl 17
- 2015: League of Frankenstein
- 2015: Peter Pan XXX: An Axel Braun Parody
- 2015: Sensual Moments 4 + 5
- 2016: Naked Yoga Passion
- 2016: Telepathy: A Mantis Origin Story
- 2016: Broken Vows
- 2016: Young & Beautiful 2
- 2016: Battle of the Asses 6
- 2016: Heavy Cream Delivery
- 2016: Massive Asses 9
- 2016: The Preacher’s Daughter
- 2016: Sensual Yoga - Flexible Blonde Gets Deep Pussy Penetration
- 2017: The Art of Anal Sex 6
- 2017: Ass Masterpiece
- 2017: Interracial Icon 7
- 2017: Rub, Lick and Suck My Wet Pussy 2
- 2017: Big Anal Asses 6
- 2017: Die Hardcore (Webserie, 3 Episoden)
- 2017: Nothin' But Pussy Here
- 2017: Perfect Pair Live
- 2018: After School (Webserie, 2 Episoden)
- 2018: Anal Encore with Mia
- 2018: Ass Parade 65
- 2018: Big Wet Asses 27
- 2018: Long, Hard Ride
- 2018–2019: Tonight’s Girlfriend 70, 75
- 2018: DP Me 8
- 2018: Flawless Beauty
- 2018: Fuck Free or Die Hardcore – A XXX Parody
- 2018: Mama Sutra
- 2018: Mia Malkova's Solo Fest
- 2018: Mia Is A Blowjob Addict
- 2018: Mia's Zen Ass Pounded Hard
- 2018: Polyamory 3
- 2018: Pussy Lust 4
- 2018: Quickie Creampie In The Car
- 2018: Riding A Big Dick Until He Cums In Me
- 2018: Sex Games (III)
- 2018: Testing My Limits
- 2018: After Dark
- 2019: Bathtub Sex Show
- 2019: Blacked Raw 16
- 2019: Hot and Mean 18
- 2019: Naturally Racked
- 2019: RK Prime 19
- 2019: Squirting Blondie's Orgasm
- 2019: Threesome Fantasies 4, 6
- 2019: I Love Getting Used By A Big Black Dick
- 2020: Housewife 1 on 1 52
- 2020: Best Of Brazzers: Squirt Fest
- 2020: Facialized 8
- 2020: Mia Make Me Cum
- 2020: Mrs. Creampie
- 2020: My Friend's Hot Girl 28
- 2020: White Yoga Pants: Remastered
- 2021: Girls Lovin Girls
- 2021: Pornstar Therapy 6
- 2022: American Daydreams
- 2022: Indecent Affairs with Mia and Megan
- 2022: Mia Malkova: a Lovers Touch
- 2023: Naughty Office 32211
- 2024: My Sister's Hot Friend 32469
- 2024: True Sex Stories 32417

### Sonstige Produktionen
- 2018: Sex, God and Truth[11]
- 2020: Climax[16]